# Nessa (Terre du Milieu)
Vous lisez un « bon article » labellisé en 2012.
Pour les articles homonymes, voir Nessa.
Nessa, surnommée la Danseuse (Nessa the Dancer dans la version originale), est un personnage du légendaire de l'écrivain britannique J. R. R. Tolkien et qui apparaît dans son roman posthume Le Silmarillion. C'est une Valië, une dame des Valar, rapide et agile, qui aime les cerfs et la danse. Elle est l'épouse de Tulkas, avec qui elle se marie à Almaren pendant le Printemps d'Arda,.
Nessa apparaît pour la première fois dans le troisième Conte perdu, intitulé « La Venue des Valar et la Construction de Valinor » et conçu par Tolkien en 1916 ou 1917, avec son nom définitif, qui ne sera pas modifié par la suite contrairement à l'habitude de Tolkien. Le couple qu'elle forme avec Tulkas n'évolue pas non plus ; mais ce qui fut modifié ce sont les relations « familiales » de Nessa. Par la suite, Tolkien mit de côté pendant plusieurs années les récits des Jours Anciens pour se concentrer sur son roman Bilbo le Hobbit et sa suite Le Seigneur des anneaux. Après la publication de ce dernier, au milieu des années 1950, il reprit ses anciennes histoires et produisit un nouveau texte, « The Annals of Aman ». Bien que dans ce texte considéré comme achevé le personnage ne subisse pas de changements, plusieurs modifications possibles apparaissent dans les brouillons, depuis la « dégradation » de Nessa au rang de Maia à sa séparation d'avec Tulkas, mais ces changements furent vite écartés. Tous les traits du personnage sont ensuite maintenus dans tous les textes jusqu'à la Valaquenta publiée dans Le Silmarillion.

## Noms
Nessa ([ˈnesːa]) pourrait signifier « courageuse » en quenya, la langue des Elfes. Son équivalent vanyarin est Neþþa ([ˈneθːa]). Cependant, il n'est pas certain que le nom « Nessa » soit d'origine elfique. Tolkien lui-même commenta, par la plume du chroniqueur fictif Pengolodh, dans l'essai « Quendi and Eldar » que ce nom pouvait être d'origine valarine, la langue des Valar, mais simplifié et adapté aux anciennes langues elfiques. Plus loin dans le même texte, il remarque que le nom pourrait être un archaïsme elfique, provenant de la forme *neresā, une formation adjectivale féminine de la racine ner-, signifiant « courage » ou « force virile », ce qui donnerait à Nessa le sens de « celle qui a du courage », « celle qui a une force virile ».

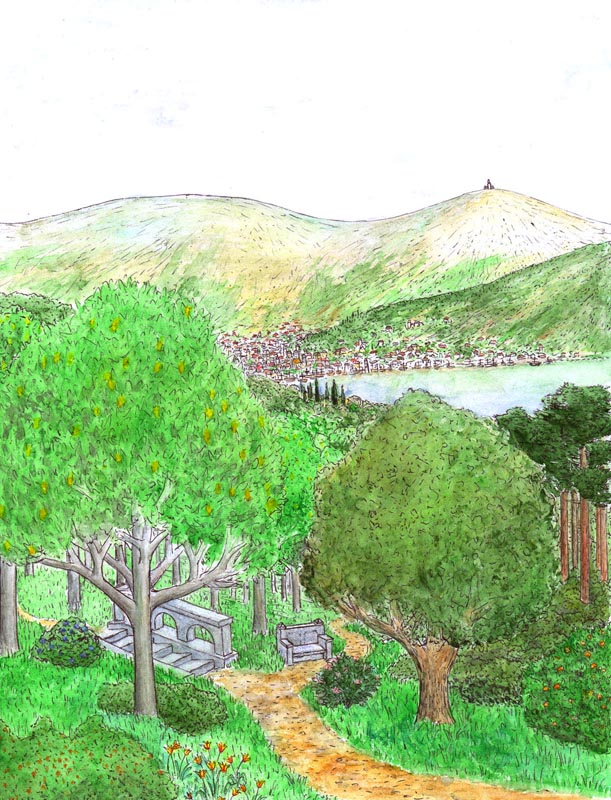
La région de Nísimaldar.

De plus, Nessa est également connue en quenya sous le nom d’Indis (« mariée ») tout comme Tulkas est connu sous le nom d’Ender (« marié »), parce qu'ils ont été le seul couple vala à se marier en Terre du Milieu. En sindarin elle est nommée Neth ([neθ]), « jeune », ou Dineth, « jeune mariée ».
Dans la région du Nísimaldar, sur l'île de Númenor, pousse un arbre nommé nessamelda, « aimé de Nessa », en l'honneur de la Valië.

## Histoire et caractéristiques
Nessa est l'épouse de Tulkas, avec qui elle se marie à Almaren pendant le Printemps d'Arda, en portant des fleurs offertes par Vána à la lumière des Deux Lampes. Robert Foster date cet événement dans la section ii de sa chronologie avant le premier lever du Soleil. Ce serait précisément en mettant à profit la distraction des Valar provoquée par ces fiançailles, et en masquant l'obscurité qu'il produisait à Utumno, que Melkor put agir par surprise pour abattre les piliers qui soutenaient les lampes, ce qui eut pour conséquence la destruction d'Almaren et le départ définitif des Valar de la Terre du Milieu. Ils fixèrent leur nouvelle résidence à Valinor, en Aman et la fortifièrent grâce aux Pelóri afin que Melkor ne puisse plus les atteindre.
Contrairement à Oromë ou à Yavanna, qui remplit de vie et de plantes Arda, Nessa n'aida guère, passant son temps à danser. Cependant elle défendit l'idée de permettre aux Elfes de quitter la Terre du Milieu, sur laquelle ne brillait alors ni Soleil ni Lune, et de les mener à Valinor pour vivre aux côtés des Valar. Elle apprécia en particulier les chants et les danses des Solosimpi. Pour cela, et par désir de paix, elle approuva l'assombrissement de Valinor pour les Gnomes lorsque ceux-ci perpétrèrent le massacre d'Alqualondë contre leurs frères Solosimpi.
Quand Melkor et Ungoliant empoisonnèrent les Arbres et que l'obscurité tomba sur Valinor, Nessa se réfugia craintivement dans le jardin où se trouvait la fontaine emplie de la lumière de Laurelin, seul endroit de l'île qui ne soit pas devenu ténébreux, avec Vána et d'autres jeunes filles, en pleurant et en s'affligeant,, contrairement à son époux, qui prit la tête de la lutte contre Melkor en ce moment critique.
Nessa est l'Ainu la moins puissante des Valar, la septième et dernière des Valier, à peine supérieure en pouvoir aux Maiar. Comme son époux, elle est connue pour sa rapidité et son agilité. Les deux aiment les animaux des forêts, qui viennent à elle grâce à son esprit sauvage. Les cerfs sont ses préférés et ils la suivent lorsqu'elle pénètre dans les bois. Comme preuve de sa rapidité, la Valaquenta signale qu'elle pouvait gagner contre eux à la course. Elle aime également danser, ce qu'elle fait sur les vertes prairies de Valinor, sur l'herbe choisie par son frère Oromë.

## Création et évolution du personnage
Dans une liste des noms des Valar, le personnage reçoit tout d'abord les noms de Helinyetillë, « yeux de la sérénité », le nom quenyarin pour les violettes, et Melesta, de la racine gnomique mel—, « aimer ». Le nom de Nessa n'apparaît pas sur les deux cahiers commencés en 1915 où Tolkien note les noms propres en quenya et gnomique qu'il invente pour ses Contes perdus. Cependant, dans le cahier sur le vocabulaire quenya le nom Helinyetillë fait référence à une Valië écartée des textes ultérieurs, Erinti. Les divinités, leurs noms et leurs attributs connaissent à l'époque de fréquents changements dans l'esprit de Tolkien : celui-ci n'hésite pas à échanger ou à altérer les noms de ses personnages ou de ses lieux, en adéquation avec les réflexions philologiques qui sous-tendent sa mythologie.
Le premier texte narratif qui mentionne Nessa est « La Venue des Valar et la Construction de Valinor », troisième des Contes perdus, écrit vers 1918-1919. Elle possède déjà son nom, son domaine (la danse) et ses liens « familiaux » définitifs. Cependant, Tolkien considère alors son frère Oromë comme le fils d'Aulë et de Yavanna, ce qui ferait d'elle leur fille. La nature exacte des relations familiales entre les Valar n'est pas claire, mais ils persistent dans les réécritures successives du légendaire, avec une importance décroissante. La « Quenta » de 1930 présente Nessa comme la fille de Vana, mais cette mention est rayée, et dans le texte contemporain des « Annales du Valinor », Nessa est la fille de Yavanna (mais pas d'Aulë). Le personnage ne connaît pas d'évolution dans la deuxième version des « Annales du Valinor », ni dans la « Quenta Silmarillion » de 1937.
Dans les années qui suivent la publication de Bilbo le Hobbit en 1937, Tolkien ne travaille presque plus sur les textes du Silmarillion, étant absorbé par la rédaction du Seigneur des anneaux. Ce n'est que dans les années 1950 qu'il retourne aux Jours Anciens. Il rédige alors « Les Annales d'Aman », nouvelle version des « Annales du Valinor », et reconsidère les liens qui unissent les Valar : l'idée des « enfants de Valar » est abandonnée à ce moment-là, bien que les relations de fratrie restent présentes. Dans ce texte, Tolkien envisage tout d'abord de faire de Nessa une simple Maia, puis il la rétablit parmi les Valar, mais attribue le rôle d'épouse de Tulkas à « Lëa la Jeune », une Maia qui n'apparaît nulle part ailleurs. Cependant, la version finale des « Annales d'Aman » redonne à Nessa sa position originale de sœur d'Oromë et femme de Tulkas, liens qu'elle conserve dans tous les textes ultérieurs.

## Critique et analyse
Nessa est la Valië la moins « statique » : bien qu'elle ne chasse jamais, elle entre dans l'archétype des « déesses chasseresses » comme Diane ou Mielikki. Comme dans la mythologie nordique, dont s'est inspiré au début Tolkien pour ses Valar, ces derniers chassent et guerroient, exercent leur souveraineté sur les terres et les mers, alors que les Valier sont plus statiques, plus attentives aux besoins d'autrui. Au sein de la mythologie nordique, Marjorie Burns trouve des ressemblances entre Nessa et la géante Skadi, qui épouse un dieu.
La danse possède un sens particulier dans l'œuvre de Tolkien : tout comme le chant, elle est liée au pouvoir, mais davantage comme une expression de joie et d'allégresse. En ce sens, Nessa peut être considérée comme l'antithèse de Nienna, qui souffre de chaque blessure infligée au monde par Melkor. Tolkien laisse penser à des connexions entre le personnage de Lúthien et Nessa, en affirmant que sa danse était la seule pouvant être comparée à celle de la Valië. Or le personnage de Lúthien est identifié avec celui de sa propre épouse, Édith, dont la danse dans un champ de ciguës près de Kingston-upon-Hull fut un événement fondateur du légendaire. Lúthien maintient une connexion directe avec Nessa, puisque Tolkien l'imagine dansant dans les prés de la déesse après avoir quitté la Terre du Milieu.